# بايرومانيا
بايرومانيا (بالإنجليزية: Pyromania)‏ هو ألبوم الاستوديو الثالث لفرقة الروك الإنجليزية ديف ليبارد الذي أُصدر في 20 يناير 1983. يبرز في الألبوم الظهور الأول لعازف الغيتار فيل كولين وكان من إنتاج روبرت جون "مات" لانج. حقق الألبوم نجاحاً ساحقاً، بوصوله للمرتبة الثانية على لائحة بيلبورد 200 والمرتبة #18 على لائحة الألبومات في المملكة المتحدة وتجاوز مبيعاته لعشرة ملايين نسخة في الولايات المتحدة وحصوله على توثيق «ماسي» من قِبل رابطة صناعة التسجيلات الأمريكية.

## التسجيل
كان الألبوم مسجلاً جزئياً مع عازف الغيتار الأصلي بيت ويليس، الذي تظهر مسارات الغيتار الإيقاعي له في كل الأغاني. في منتصف جلسات التسجيل، طُرد ويليس بسبب إفراطه في تعاطي المشروبات الكحولية واستبدل بفيل كولين، الذي ساهم بمعزوفات غيتار فردية إضافة لأجزاء أخرى لم تكن قد سجلت بعد من قبل ويليس. في إصدار الاسطوانة الطويلة الأصلي، يمكن رؤية ويليس في خلفية صورة المغني جو إليوت، بينما أُعطي كولين صورته الشخصية الخاصة كعضو الفرقة الجديد.
يمكن النظر للألبوم كنقطة تحول من موسيقى الهيفي ميتال لأول ألبومين للفرقة وبداية الاتجاه الصديق للإذاعة لإصدارات الفرقة اللاحقة. يبرز في الألبوم أغان هيفي ميتال مثل «روك! روك! (تيل يو دروب)»، و«ستيجفرايت»، و«داي هارد ذا هنتر»، إضافة لأغاني الفرقة الناجحة مثل «فوتوغراف»، و«روك أوف إيجز»، و«فولين».

## الاستقبال والإرث
تلقى بايرومانيا انتقادات إيجابية كثيرة، حيث اعتُبر عامةً، إلى جانب الألبوم اللاحق له - هستيريا، واحداً من أحسن إنتاجات الفرقة حتى اليوم وواحداً من أفضل إنتاجات «مات» لانج. أشاد ديفيد فريك من مجلة رولينغ ستون بديف ليبارد «لإعادتها اللهب المطلوب بشدة للإذاعات»، بإنتاجها لموسيقى راقية «مشحونة بالمشاعر أكثر من أغلب الديسكوهات المركبة التي عبرت كـ'موسيقى حديثة'» على الأمواج الهوائية؛ أضاف أيضاً أن الفرقة «قد لا تكون أصلية بشكل كبير، لكنها تعني ما تغنيه» وأن «ميكس لانج المشغول بشكل فني» يغطي أية أخطاء بسهولة. صرح ناقد أول ميوزيك ستيف هيوي أن بايرومانيا كان «حيث تكتلت وتبلورت نظرة الفرقة إلى شيء ما أكثر من ذلك». وصف أيضاً الأغاني بأنها «مقودة بعقور لحنية ولماعة وجذابة بدلاً من معزوفات الغيتار الثقيلة، بالرغم من حقيقة انبثاق الأخير بين الحينة والأخرى»، وأضاف أن «كمالية الهارد روك الفائقة في بايرومانيا كانت ناجحة بشكل مفاجئ؛ مبغاها لم يتجاوز خارج متناول يدها، مما جعل الألبوم كلاسيكياً صامداً (ومؤثراً بشكل هائل)». كان طاقم نقد سبوتنيك ميوزك مماثلاً للآخرين في الحماس ويوصي بشدة بالألبوم «المملوء بالموسيقية المتماسكة، والألحان المعدية، والكورسات الأناشيدية» «لأي شخص نوعاً ما... مهما يكن ذوقه في الموسيقى». في المقابل، اعتبر الصحفي الكندي مارتن بوبوف بايرومانيا بداية «الانحطاط الإبداعي» لديف ليبارد وانتقاده «الأسلوب شديد التدقيق على التفاصيل» للانج الذي «ينزع من الألبوم أتعابه» لدرجة جعله يبدو «متصنعاً».
مع عقوره اللحنية وانكشافه الشديد لإم تي في، نال بايرومانيا نجاحاً هائلاً، وكان حافزاً رئيسياً في حركة الهارد روك اللحني في ثمانينات القرن العشرين. بيعت من الألبوم ستة ملايين نسخة في الولايات المتحدة في إصداره الأصلي (ما يقارب 100,000 نسخة بيعت كل أسبوع معظم السنة). حتى الآن، بيعت أكثر من 10 ملايين نسخة هناك وحصلت على توثيق «ماسي». صارت الأغاني الثلاث —«فوتوغراف»، و«روك أوف إيجز» و«فولين»— من بين أفضل 40 أغنية منفردة في الولايات المتحدة. في 2004، حصل الألبوم على المرتبة #384 في لائحة مجلة رولينغ ستون "لأفضل 500 ألبوم عبر كل العصور". في 2006، وضعت مجلة كيو الألبوم في المركز #35 في قائمتها لـ«أفضل 40 ألبوم من الثمانينات». في 2015، صنفت رولينغ ستون بايرومانيا في المركز #17 على قائمة «أفضل 50 ألبوم للميتال هير عبر كل العصور».

## قائمة الأغاني
| 1. | "روك! روك! (تيل يو دروب)" | ستيف كلارك، ريك سافج، مات لانج، جو إليوت | 3:52 |
| 2. | "فوتوغراف"                | كلارك، بيت ويليس، سافج، لانج، إليوت      | 4:12 |
| 3. | "ستيجفرايت"               | سافج، إليوت، لانج                        | 3:46 |
| 4. | "تو ليت فور لاف"          | كلارك، لانج، ويليس، سافج، إليوت          | 4:30 |
| 5. | "داي هارد ذا هنتر"        | لانج، كلارك، سافج، إليوت                 | 6:17 |

| 6.  | "فولين"            | كلارك، لانج، إليوت              | 4:32 |
| 7.  | "روك أوف إيجز"     | كلارك، لانج، إليوت              | 4:09 |
| 8.  | "كومين أندر فاير"  | لانج، كلارك، ويليس، إليوت       | 4:20 |
| 9.  | "أكشن! نوت ووردز"  | لانج، كلارك، إليوت              | 3:49 |
| 10. | "بيلي'ز غات أ غان" | كلارك، سافج، ويليس، إليوت، لانج | 5:56 |

### السي دي الإضافي للإصدار الممتاز
| 1.  | "روك! روك! (تيل يو دروب)"         | كلارك، سافج، لانج، إليوت        | 4:16 |
| 2.  | "روك بريغيد"                      | سافج، كلارك، إليوت              | 3:25 |
| 3.  | "هاي 'ن' دراي (ساترداي نايت)"     | إليوت، كلارك، سافج              | 3:22 |
| 4.  | "أنذر هيت أند ران"                | إليوت، سافج                     | 6:14 |
| 5.  | "بيلي'ز غات أ غان"                | كلارك، سافج، ويليس، إليوت، لانج | 4:43 |
| 6.  | "ميرور ميرور (لوك إنتو ماي آيز)"  | إليوت، كلارك                    | 4:24 |
| 7.  | "فولين"                           | كلارك، لانج، إليوت              | 4:59 |
| 8.  | "فوتوغراف"                        | كلارك، ويليس، سافج، لانج، إليوت | 4:03 |
| 9.  | "روك أوف إيجز"                    | كلارك، لانج، إليوت              | 4:53 |
| 10. | "برينغين أون ذا هارتبريك"         | إليوت، ويليس، كلارك             | 4:06 |
| 11. | "سويتش 625"                       | كلارك                           | 3:23 |
| 12. | "ليت إت غو"                       | إليوت، ويليس، كلارك             | 5:56 |
| 13. | "ويستد"                           | كلارك، إليوت                    | 5:55 |
| 14. | "ستيجفرايت"                       | سافج، إليوت، لانج               | 4:55 |
| 15. | "ترافلين باند" (بحضور برايان ماي) | جون فوجيرتي                     | 6:09 |

## طاقم العمل

### ديف ليبارد
- جو إليوت - الغناء الرئيسي
- ستيف كلارك - الغيتار
- فيل كولين - الغيتار
- ريك سافج - غيتار البيس
- ريك ألين - الطبول
- بيت ويليس - غيتار الإيقاع

### موسيقيون إضافيون
- ذا ليبارديتس - مساعد الغناء
- جون كونغوس - برمجة فيرلايت سي إم آي
- بوكر تي بوفين المعروف باسم توماس دولبي - آلة المفاتيح

### الإنتاج
- روبرت جون "مات" لانج - منتج
- مايك شيبلي - مهندس الصوت
- برايان «تشاك» نيو - مهندس مساعد (استوديوهات باتري)
- كريغ «تو لاود فور بويز» ثومسون - مهندس مساعد (استوديوهات بارك غيتس)
- نيجل غرين - مساعد الميكس (غير مذكور)
- بيرنارد غوديناس - رسم الغلاف الأمامي
- ديفيد لاندسلايد - صورة الغلاف الخلفي
- أندي إيرفيكس - فكرة جانب الألبوم، التصميم

## اللوائح
| العام | اللائحة                            | المركز |
| ----- | ---------------------------------- | ------ |
| 1983  | بيلبورد 200 (الولايات المتحدة)     | 2      |
| 1983  | ألبومات آر بي إم 100 (كندا)        | 4      |
| 1983  | لائحة الألبومات في المملكة المتحدة | 18     |
| 1983  | لائحة الألبومات في السويد          | 23     |
| 1983  | لائحة الألبومات في نيوزيلندا       | 26     |

| العام | الأغنية            | اللائحة                                   | المركز |
| ----- | ------------------ | ----------------------------------------- | ------ |
| 1983  | "فوتوغراف"         | الروك السائد (الولايات المتحدة)           | 1      |
| 1983  | "فوتوغراف"         | بيلبورد هوت 100 (الولايات المتحدة)        | 12     |
| 1983  | "فوتوغراف"         | الأغاني المنفردة آر بي إم 50 (كندا)       | 32     |
| 1983  | "فوتوغراف"         | لائحة الأغاني المنفردة في المملكة المتحدة | 66     |
| 1983  | "روك أوف إيجز"     | الروك السائد (الولايات المتحدة)           | 1      |
| 1983  | "روك أوف إيجز"     | بيلبورد هوت 100 (الولايات المتحدة)        | 16     |
| 1983  | "روك أوف إيجز"     | الأغاني المنفردة آر بي إم 50 (كندا)       | 24     |
| 1983  | "روك أوف إيجز"     | لائحة الأغاني المنفردة في المملكة المتحدة | 41     |
| 1983  | "فولين"            | الروك السائد (الولايات المتحدة)           | 9      |
| 1983  | "فولين"            | بيلبورد هوت 100 (الولايات المتحدة)        | 28     |
| 1983  | "فولين"            | الأغاني المنفردة آر بي إم 50 (كندا)       | 39     |
| 1983  | "تو ليت فور لاف"   | الروك السائد (الولايات المتحدة)           | 9      |
| 1983  | "تو ليت فور لاف"   | لائحة الأغاني المنفردة في المملكة المتحدة | 86     |
| 1983  | "كومين أندر فاير"  | الروك السائد (الولايات المتحدة)           | 24     |
| 1983  | "بيلي'ز غات أ غان" | الروك السائد (الولايات المتحدة)           | 33     |
| 1983  | "أكشن! نوت ووردز"  | الروك السائد (الولايات المتحدة)           | 42     |

## الشهادات
| البلد            | المنظمة  | العام | المبيعات                   |
| الولايات المتحدة | ر.ص.ت.أ. | 2004  | 10x بلاتيني (+ 10,000,000) |
| كندا             | ر.ص.ت.ك. | 1991  | 7x بلاتيني (+ 700,000)     |
| المملكة المتحدة  | ص.ف.ب.   | 1985  | فضي (+ 60,000)             |

## أرقام الكتالوج
- الولايات المتحدة: ميركري ريكوردز 810-308-1/2/4
- المملكة المتحدة: فيرتيغو ريكوردز 6359 119 [اسطوانة طويلة]/7150 119 [كاسيت]/810,308-2 [سي دي]
- الولايات المتحدة: ميركري ريكوردز/آيلاند ريكوردز/يو مي B0012491-02 (التغليف الصديق للبيئة من ميركري ريكوردز 810-308-2)

## روابط خارجية
- بايرومانيا على موقع أول موفي (الإنجليزية)